# Roger Olmos
Pour les articles homonymes, voir Olmos.
 (mars 2021).
La mise en forme du texte ne suit pas les recommandations de Wikipédia : il faut le « wikifier ».
Les points d'amélioration suivants sont les cas les plus fréquents :
- Les titres sont pré-formatés par le logiciel. Ils ne sont ni en capitales, ni en gras.
- Le texte ne doit pas être écrit en capitales (les noms de famille non plus), ni en gras, ni en italique, ni en « petit »…
- Le gras n'est utilisé que pour surligner le titre de l'article dans l'introduction, une seule fois.
- L'italique est rarement utilisé : mots en langue étrangère, titres d'œuvres, noms de bateaux, etc.
- Les citations ne sont pas en italique mais en corps de texte normal. Elles sont entourées par des guillemets français : « et ».
- Les listes à puces sont à éviter, des paragraphes rédigés étant largement préférés. Les tableaux sont à réserver à la présentation de données structurées (résultats, etc.).
- Les appels de note de bas de page (petits chiffres en exposant, introduits par l'outil «  Source ») sont à placer entre la fin de phrase et le point final[comme ça].
- Les liens internes (vers d'autres articles de Wikipédia) sont à choisir avec parcimonie. Créez des liens vers des articles approfondissant le sujet. Les termes génériques sans rapport avec le sujet sont à éviter, ainsi que les répétitions de liens vers un même terme.
- Les liens externes sont à placer uniquement dans une section « Liens externes », à la fin de l'article. Ces liens sont à choisir avec parcimonie suivant les règles définies. Si un lien sert de source à l'article, son insertion dans le texte est à faire par les notes de bas de page.
- La présentation des références doit suivre les conventions bibliographiques. Il est recommandé d'utiliser les modèles {{Ouvrage}}, {{Chapitre}}, {{Article}}, {{Lien web}} et/ou {{Bibliographie}}. Le mode d'édition visuel peut mettre en forme automatiquement les références.
- Insérer une infobox (cadre d'informations à droite) n'est pas obligatoire pour parachever la mise en page.

Pour une aide détaillée, merci de consulter Aide:Wikification.
Si vous pensez que ces points ont été résolus, vous pouvez retirer ce bandeau et améliorer la mise en forme d'un autre article.
Roger Olmos (Barcelone, 23 décembre 1975) est un illustrateur espagnol.

## Biographie
Roger Olmos, né a Barcelone en 1975, se rapproche du mond du dessin et de l’illustration depuis son enfance, grâce aux livres qu’il trouve dans le bureau de son père, où il est fasciné surtout par le travail de Brad Holland, Caza et Brian Froud. Après avoir terminé ses études, en 1993 il commence un apprentissage de six ans à l’Institut Dexeus en tant qu’illustrateur scientifique. Ensuite, il s’inscrit à l’École d’arts et métiers Llotja Avinyò, où il se diplôme en 2000.
Après des années de travail et pratique du dessin, il décide se consacrer à l’illustration des livres pour l’enfance et la jeunesse. En 1999 il est sélectionné par la Bologna Children’s Book Fair, où il connait son premier éditeur, Kalandraka. L’année suivante il publie son premier livre, Tío Lobo, qui sera inséré dans la sélection White Ravens de l’Internationale Jugendbibliothek de Munich en 2002.
Dès ce moment, il se consacre à l’illustration pour l’édition, en ne se dédiant que de temps en temps à l’illustration commerciale, pour des magazines ou la télé, et il publie environ quatre-vingt-dix livres avec une vingtaine de maisons d’édition partout dans le monde: Edelvives, Penguin Random House, Macmillan, Kalandraka, Oqo Editora, Ediciones B, la Galera, Teide, Anaya, Edebé, Planeta, Baula, #logosedizioni, Melhoramentos, Bromera, Editions 62, Pirueta ecc.
Grand amoureux des animaux, il a choisi d’adopter un mode de vie végan et depuis plusieurs années il s’engage par son art à promouvoir le respect de l’environnement et de tous les êtres vivants. À partir de cette choix de vie deux livres sont nés: Senzaparole, en 2014, qui a reçu des jugements positifs par des personnalités importantes, comme Jane Goodall et J. M. Coetzee, et qu’il définit lui-même comme “un des livres les plus importants de ma carrière”, et Amigos, en 2017 (les deux sont publiés par #logosedizioni en collaboration avec la fondation pour la défense des animaux FAADA).

## Prix et distinctions
- 1999, 2002 et 2005: Sélection Bologna Children’s Book Fair
- 2002: Sélection White Ravens (Tío Lobo, Kalandraka)[6]
- 2004: Sélection White Ravens (El Libro de las fábulas, Ediciones B)[7]
- 2006: Mention spéciale White Ravens (La cosa que más duele en el mundo, OQO)[8]
- 2006: Premio Llibreter de Álbum Ilustrado (La cosa que más duele en el mundo, OQO)
- 2008: Premio Lazarillo de Álbum Ilustrado (El príncipe de los enredos, Edelvives)[9]
- 2013: Premio Hospital Sant Joan de Déu (La màquina de pessigoles, la Galera)
- 2014: Premio del Ministerio de Cultura de España pour le mejor álbum editado categoría infantil y juvenil (Regálame un beso, Lumen)[10]
- 2015: Premio 400Colpi, Torredilibri (Senzaparole, #logosedizioni)
- 2016: Premio del Ministerio de Cultura de España pour le mejor libro ilustrado categoría infantil y juvenil (La leyenda de Zum, Nubeocho)

## Expositions personnelles (sélection)
- 2014, Pequeños catálogo de instantes de felicidad – Barberà del Vallès
- 2014, Senzaparole  – Biblioteca Delfini, Modène
- 2014, Sinpalabras  – Panta Rhei, Madrid
- 2015, Sinpalabras  – AnimaNaturalis, Barcelone
- 2015, Roger Olmos. Illustrator – Kinderboekenmarkt, Den Haag
- 2016, Cosimo. Exposition à ciel ouvert organisée par #logosedizioni & CHEAP – via Indipendenza, Bologne[11]
- 2016, Cosimo. Exposition des originaux – Family Palace, Lucca Comics & Games, Lucques
- 2017, Amigos. Exposition à ciel ouvert organisée par #logosedizioni & CHEAP – via dell’Abbadia, Bologne
- 2018, Cosimo – Mirabilia Art Gallery, Bologne
- 2018, Lucia – Mirabilia Art Gallery, Bologne
- 2018, Lucia. Exposition à ciel ouvert organisée par #logosedizioni & CHEAP – via Indipendenza, Bologne
- 2018, Lucia – Premio letterario Giuseppe Dessì, Ex Mulino Cadoni, Villacidro[12]
- 2019, Un poquito de media vida – LAVA, Valladolid
- 2019, Ilustrando la mala suerte – Fundación BilbaoArte, Bilbao[13]
- 2021, Roger Olmos: Amici per la pelle. Exposition à ciel ouvert organisée par CHEAP – festival di arte urbana – via Indipendenza, Bologne[14]
- 2023, Cosimo. Exposition des originaux – Biblioteca Paolo Borsellino, Como[15]
- 2023, Roger Olmos: La forza dei forti – Modo Infoshop, Bologne[16]

## Expositions collectives (sélection)
- 2000, Bären – Internationale Jugendbibliothek, Munich
- 2014, Latin Beat Film Festival – T-Site Daikanyama, Tokyo
- 2015, Imaginarius – Las Naves, Valencia
- 2017, Vidas ilustradas – València Capital Animal, Centre del Carme Cultura Contemporània, Valencia
- 2018, Los ilustrados de Ornamante – Ornamante Lab-Shop, Barcelona
- 2019, Milagros. Instituto Cervantes – Rome[17]
- 2019, Milagros. Instituto Cervantes – Naples[18]
- 2019, Almost Tales – Afnakafna palestra d’arte, Rome[19],[20]
- 2020, Tres tristes tigres – Galería Espacio 0, Huelva[21]

## Œuvre
- 2000, Tío lobo (écrit par Xosé Ballesteros), Kalandraka, Espagne
- 2001, El quadre més bonic del món (écrit par Miquel Obiols), Kalandraka, Espagne
- 2003, En el mar de la imaginación (écrit par Rafael Calatayud), Edelvives, Espagne
- 2003, El libro de las fábulas, Ediciones B, Espagne
- 2003, Las trenzas del abuelo (écrit par Nuria Figueras), Kalandraka, Espagne
- 2004, Lazarillo de Tormes (texte adapté par Luis García Martín), Edelvives, Espagne
- 2005, Concierto para animales (écrit par Andrés Valero Castells), Kalandraka, Espagne
- 2005, La cosa que más duele en el mundo (écrit par Paco Liván), OQO, Espagne
- 2006, L’orquestra de la Clara (écrit par Elisa Ramón), Baula, Espagne
- 2006, La cabra boba (écrit par Pep Bruno), OQO, Espagne
- 2006, ¡Sígueme! (una historia de amor que no tiene nada de raro) (écrit par José Campanari), OQO, Espagne
- 2007, The Thing that Hurts Most in the World (écrit par Paco Liván, traduction de Mark W. Heslop), OQO, Espagne
- 2007, The Silly Nanny Goat (écrit par Pep Bruno, traduction de Mark W. Heslop), OQO, Espagne
- 2007, Cleta, un regal del mar (écrit par Joan Vila i Vila), Baula, Espagne
- 2007, Una pluma de cuervo blanco (écrit par Pepe Maestro), Edelvives, Espagne
- 2007, La capra matta (écrit par Pep Bruno, traduction de Anna Barella Sciolette), #logosedizioni, Italie
- 2007, La cosa che fa più male al mondo (écrit par Paco Liván , traduction de Fabio Regattin), #logosedizioni, Italie
- 2008, Follow me! (A Love Story that isn’t Strange at All) (écrit par José Campanari, traduction de Mark W. Heslop), OQO, Espagne
- 2008, La Múnia dorm sota la manta (écrit par Juan Krutz Igerabide), Animallibres, Espagne
- 2008, La llegenda de Sant Jordi (texte adapté par Josep Francesc Delgado), Baula, Espagne
- 2008, El cuadro más bonito del mundo (écrit par Miquel Obiols , traduction de Elena Rolla), Kalandraka, Espagne
- 2008, Il quadro più bello del mondo (écrit par Miquel Obiols), Kalandraka, Italie
- 2008, Sherlock Holmes y el caso de la joya azul (texte adapté par Rosa Moya), Lumen, Espagne
- 2008, La reina Victoria (écrit par Lytton Strachey, traduction de Silvia Pons Pradilla), Lumen, Espagne
- 2009, El príncep dels embolics (écrit par Roberto Aliaga), Baula, Espagne
- 2009, El príncipe de los enredos (écrit par Roberto Aliaga), Edelvives, Espagne
- 2009, Chevalier Auguste Dupin y la carta robada (texte adapté par Rosa Moya), Lumen, Espagne
- 2009, Las aventuras de Tom Sawyer (texte adapté par Rosa Moya), Lumen, Espagne
- 2009, La cara oculta de (la llegada del hombre a) la Luna (écrit par Lewis York), Lumen, Espagne
- 2009, El Mosquito (écrit par Margarita del Mazo), OQO, Espagne
- 2010, Un camaleón en la escuela de gatos (écrit par Roberto Aliaga), Edebé, Espagne
- 2010, El gat de Montmartre (écrit par Joseph Lluch), Estrella Polar, Espagne
- 2010, Entresombras y el circo ambulante (écrit par Roberto Aliaga), Macmillan Education Iberia, Espagne
- 2010, Entresombras y la llave maestra (écrit par Roberto Aliaga), Macmillan Education Iberia, Espagne
- 2010, Un cuento lleno de lobos (écrit par Roberto Aliaga), OQO, Espagne
- 2010, Andrés cabeza abajo (écrit par Pablo Albo), OQO, España
- 2010, Mosquito (écrit par Margarita del Mazo, traduction de Mark W. Heslop), OQO, Espagne
- 2011, Superhéroes (écrit par Roberto Aliaga), Anaya, Espagne
- 2011, El botó de Nacre (écrit par Joan de Deu Prats), Baula, Espagne
- 2011, Roger Olmos. Catalogo, #logosedizioni, Italie
- 2011, Besos que fueron y no fueron (écrit par David Aceituno), Lumen, Espagne
- 2011, Entresombras y el viaje del fin… de curso (écrit par Roberto Aliaga), Macmillan Education Iberia, Espagne
- 2012, A Chameleon in Cat School (texts by Roberto Aliaga), Edebé, Espagne
- 2012, Storia del bambino buono. Storia del bambino cattivo (écrit par Mark Twain, traduction de Valentina Vignoli), #logosedizioni, Italie
- 2012, The Story of the Good Little Boy. The Story of the Bad Little Boy (écrit par Mark Twain), #logosedizioni, Italie
- 2012, Historia de un niño bueno. Historia de un niño malo (écrit par Mark Twain , traduction de Patricia Mayorga), #logosedizioni, Italie
- 2012, Una storia piena di lupi (écrit par Roberto Aliaga , traduction de Antonella Lami), #logosedizioni, Italie
- 2012, El rompecabezas (écrit par Txabi et Manu Arnal Gil), OQO, Espagne
- 2012, Entresombras y la cabalgata macabra (écrit par Roberto Aliaga), Macmillan Education Iberia, Espagne
- 2013, Diego en la Botella (écrit par Mar Pavón), Edebé, Espagne
- 2013, Baci che furono e che non furono (écrit par David Aceituno , traduction de Antonella Fabbrini), Bulgarini, Italie
- 2013, Pequeño catálogo de instantes de felicidad (écrit par Lluis Llort), Lumen, Espagne
- 2014, Piccolo catalogo degli istanti di felicità (écrit par Lluis Llort , traduction de Antonella Fabbrini), Bulgarini, Italie
- 2014, Tío lobo (écrit par Xosé Ballesteros), Kalandraka, Espagne
- 2014, La màquina de Pessigolles (écrit par Elisenda Queralt), la Galera, Espagne
- 2014, Senzaparole (traduction de Valentina Vignoli), #logosedizioni, Italie
- 2014, Senzaparole portfolio, #logosedizioni, Italie
- 2014, Regálame un beso (écrit par David Aceituno), Lumen, Espagne
- 2015, La leyenda de Zum (écrit par Txabi Arnal), Nubeocho Ediciones, Espagne
- 2015, Calando, #logosedizioni, Italia
- 2015, La leggenda di Zum (écrit par Txabi Arnal , traduction de Valentina Vignoli), #logosedizioni, Italie
- 2015, Rompicapo (écrit par Txabi et Manu Arnal Gil , traduction de Valentina Vignoli), #logosedizioni, Italie
- 2015, Seguimi! (una storia d’amore che non ha niente di strano) (écrit par José Campanari , traduction de Fabio Regattin), #logosedizioni, Italie
- 2016, El detective Lucas Borsalino (écrit par Juan Marsé), Alfaguara, Espagne
- 2016, Parque muerte (écrit par Fernando Lalana), Edebé, Espagne
- 2016, Cosimo, #logosedizioni, Italie
- 2017, El Mosquito (écrit par Margarita del Mazo), Jaguar Ediciones, Espagne
- 2017, Amigos (traductions de Francesca Del Moro, Federico Taibi, Valentina Vignoli), #logosedizioni, Italie
- 2017, Stop, #logosedizioni, Italie
- 2017, La Zanzara (écrit par Margarita del Mazo , traduction de Valentina Vignoli), #logosedizioni, Italie
- 2017, Zak! Una zebra sopra le righe (écrit par Cristina Nenna), Valentina edizioni, Italie
- 2018, La vida de los monstruos (écrit par David Aceituno), Astronave, Espagne
- 2018, Lucia (traduction anglaise de David Haughton)', #logosedizioni, Italie
- 2018, Lo struffallocero blu (écrit par Ursula Wölfel , traduction de Valentina Vignoli), #logosedizioni, Italie
- 2019, Chester, el oso extraterrestre (écrit par Raquel Garrido), Apila Ediciones, Espagne
- 2019, El libro de la mala suerte (écrit par Edu Pez Bohó), Bonito Editorial, Espagne
- 2019, La foca bianca (écrit par Rudyard Kipling , traduction de Federico Taibi), #logosedizioni, Italie
- 2019, Grindadráp (écrit par Geert Vons , traduction anglaise de David Haughton), #logosedizioni, Italie
- 2019, La foca bianca. Edizione speciale (écrit par Rudyard Kipling , traduction de Federico Taibi), #logosedizioni, Italie
- 2020, 할수밖에없는말 (Senzaparole), Salon de l’Illustration, Corée
- 2020, El abecedario de Nico y Arturo (écrit par Ana López), A fin de cuentos, Espagne
- 2020, L’Isola del Tesoro (écrit par Robert Louis Stevenson , traduction de Alberto Frigo), #logosedizioni, Italie
- 2020, Aquarium (écrit par Geert Vons , traduction anglaise de David Haughton), #logosedizioni, Italie
- 2020, Happy Meat, #logosedizioni, Italie
- 2020, Taiji (écrit par Geert Vons , traduction anglaise de David Haughton), #logosedizioni, Italie
- 2021, L’Isola del Tesoro. Edizione speciale (écrit par Robert Louis Stevenson , traduction de Alberto Frigo), #logosedizioni, Italie
- 2021, Amici per la pelle, #logosedizioni, Italie
- 2021, Il richiamo della foresta (écrit par Jack London, traduction de Mirta Cimmino), #logosedizioni, Italie
- 2022, Il canzoniere della Ciopi, #logosedizioni, Italie
- 2022, Shark! (écrit par Gert Vons), #logosedizioni, Italie
- 2022, Alfabeto manuale (écrit par SegniAmo Bimbi), #logosedizioni, Italie
- 2023, La forza dei forti (écrit par Jack London, traduction de Davide Sapienza), #logosedizioni, Italie
- 2023, Piccolo vocabolario, bebè e genitori (écrit par SegniAmo Bimbi), #logosedizioni, Italie
- 2023, Qué solos se quedan los muertos (écrit par G.A. Bécquer), Editorial Deméter, Espagne

## Couvertures de livres
- 2007, Cuentos clásicos I, AA. VV., Pirueta, Espagne
- 2007, Cuentos clásicos II, AA. VV., Pirueta, Espagne
- 2008, Cuentos clásicos III, AA. VV., Pirueta, Espagne
- 2008, Cuentos clásicos IV, AA. VV., Pirueta, Espagne
- 2008, Minotauro. La batalla del laberinto, de Gabriel García de Oro, Ediciones B, Espagne
- 2009, Cuentos clásicos V, AA. VV., Pirueta, Espagne
- 2009, Minotauro. La torre del tiempo, de Gabriel García de Oro, Ediciones B, Espagne
- 2009, La última bruja de Trasmoz, de Cesar Fernandez García, La Galera, Espagne
- 2010, Haroun i el mar de les histories, de Salman Rushdie, Edicions Bromera, Espagne
- 2010, Luka i el foc de la vida, de Salman Rushdie, Edicions Bromera, Espagne
- 2010, Cuentos clásicos VI, AA. VV., Pirueta, Espagne
- 2011, Luzazul, de Carmen Fernández Villalba, la Galera, Espagne
- 2012, Parque muerte, de Fernando Lalana, Edebé, Espagne
- 2014, Cuentos clásicos de la literatura española, AA. VV., Edelvives, Espagne
- 2015, El universo para Ulises, de Juan Carlos Ortega, Planeta, Espagne

## Couvertures de CD
- 2006, Facto Delafé y las Flores Azules versus el monstruo de las Ramblas, de Delafé y las Flores Azules,
- 2007, En la luz de la mañana, de Delafé y las Flores Azules
- 2008, True Love, Là Par Force
- 2011, Love Battle, CatPeople